# Great Astrolabe Reef
Das Great Astrolabe Reef (Levu Astrolabe Cakau) ist ein Riff von Fidschi. Es liegt vor der Küste der viertgrößten Insel, Kadavu, welche sich selbst über eine Länge von etwa 65 km erstreckt.

## Geographie
Das Great Astrolabe Reef ist eines der größten Barriereriffe der Welt und zieht sich an der Südküste von Kadavu entlang nach Nordosten über Ono und weitere kleine Inseln hinaus und bildet nach Nordwesten eine natürliche geschützte Lagune mit zahlreichen weiteren kleinen Riffen. Die Nordspitze reicht bis Buliya.

## Tierwelt
Das Riff ist Brutstätte für zahlreiche Großfisch-Arten, zum Beispiel Marlin, Haie, Thunfische, Giant Trevally, Gemeine Goldmakrele (mahi-mahi, dolphinfish) und Schnapper, die die vielen kleinen Kanäle nutzen, die aus extrem tiefen Wasser unvermittelt in seichte Lagunen führen. Teile des Riffs, wie die Naiqoro Passage, eine der Hauptpassagen, sind als Brutgebiete geschützt und es wird eine Zugangsgebühr erhoben.
Das marine Ökosystem der Lagune ist eines der national bedeutendsten Objekte im Biodiversity Strategy and Action Plan von Fidschi.

## Name
Das Riff wurde nach dem französischen Forschungsschiff Astrolabe benannt, genau wie das Astrolabe Reef in Neuseeland.

## Tourismus
Das Riff ist ein beliebtes Ziel für Tauchgänge und Schnochel-Ausflüge, da es von menschlicher Bevölkerung weit entfernt liegt und relativ unbeschädigt ist. Buliya ist berühmt für Mantarochen-Schnorchel-Gänge.
Die Wassertemperatur variiert von 25° bis 32° Celsius. Die durchschnittliche Sichtweite unter Wasser ist 25 m bis zu 40 m an klaren, windstillen Tagen.